# Eretmotus peyerimhoffi
Eretmotus peyerimhoffi är en skalbaggsart som beskrevs av André Théry 1917. Eretmotus peyerimhoffi ingår i släktet Eretmotus och familjen stumpbaggar. Inga underarter finns listade i Catalogue of Life.